# Goder afton, goder afton (Julafton)
Goder afton, goder afton är inledningsorden till en svensk julsång (en polska) med den egentliga titeln Julafton av Alice Tegnér, som publicerades i Sjung med oss, mamma!, häfte I, 1892. I inledningen av nothäftet skriver förläggaren: "Barnrim av okända författare". Sången är också publicerad i Nu ska vi sjunga, 1943, under rubriken "Julsånger" och i många senare utgivna sångböcker.
Sångtexten går tillbaka till de hälsningssånger som sjöngs i de folkliga trettondagsspelen, ett arv från de medeltida katolska mysteriespelen, där ungdomar gick runt mellan gårdarna och uppträdde, och tre pojkar spelade de tre vise männen, ursprunget till 1900-talets stjärngossar. I olika källor finns textfraser med samma lydelse som i Goder afton.

## Inspelningar
En tidig inspelning gjordes i Stockholm den 31 oktober 1950 av Maria Ribbing, Anna-Lisa Cronström och Birgit Stenberg, med Stig Ribbing vid flygeln och skivan gavs ut till julen samma år.
Sången har också spelats in på spanska av Maria Llerena som "Buenas noches" på skivalbumet Chiquitico mio från 1988.